# Pardosella
Pardosella es un género de arañas araneomorfas de la familia Lycosidae. Se encuentra en África oriental.

## Lista de especies
Según The World Spider Catalog 12.0:
- Pardosella delesserti Caporiacco, 1939
- Pardosella maculata Caporiacco, 1941
- Pardosella massaiensis Roewer, 1959
- Pardosella tabora Roewer, 1959
- Pardosella zavattarii Caporiacco, 1939